# Micranurophorus musci
Micranurophorus musci är en urinsektsart som beskrevs av Bernard 1977. Micranurophorus musci ingår i släktet Micranurophorus och familjen Isotomidae. Arten är reproducerande i Sverige. Inga underarter finns listade i Catalogue of Life.